# Immunohematologia
La immunohematologia és una branca de la medicina hematològica i transfusional que estudia les reaccions antigen-anticòs i fenòmens anàlegs en relació amb la patogènesi i les manifestacions clíniques dels trastorns de la sang. Una persona que treballa en aquest camp es coneix com a immunohematòleg; les seves funcions del dia a dia inclouen la tipificació de sang, el cross-match i la identificació d'anticossos.
La medicina d'immunohematologia i transfusió és una especialitat de postgrau mèdica a molts països. El metge especialista en immunohematologia i transfusions ofereix opinions expertes sobre transfusions difícils, transfusions massives, treball d'incompatibilitat, plasmafèresi terapèutica, teràpia cel·lular, teràpia sanguínia irradiada, productes sanguinis leucoreduïts i rentats, procediments de cèl·lules mare, teràpies plasmàtiques riques en plaquetes, HLA i banc de sang de cordó umbilical. Altres línies de recerca es troben en el camp de la investigació de cèl·lules mare, la medicina regenerativa i la teràpia cel·lular.